# Chromeurytoma poeta
Chromeurytoma poeta är en stekelart som först beskrevs av Girault 1939.  Chromeurytoma poeta ingår i släktet Chromeurytoma och familjen puppglanssteklar. Inga underarter finns listade i Catalogue of Life.